# 프레더릭 포러스트
프레더릭 포러스트(Frederic Forrest, 1936년 12월 23일~2023년 6월 23일)는 미국의 배우이다.

## 출연 작품
- 브랜도(2007)
- 페스 투 워(2002)
- 넥스 도어(2002)
- 쉐도우 아워스(2000)
- 차일드 콜렉터(2000)
- 밀리티아(2000)
- 스위트워터(1999)
- 왓에버(1998)
- 퍼스트 나인 하프 위크(1998)
- 포인트 블랭크(1998)
- 폭력의 종말(1997)
- 브레이브(1997)
- 스텔스 98(1997)
- 부기 보이(1997)
- 앤더슨빌(1996)
- 크래쉬 다이브(1996)
- 더블 제퍼디(1996)
- 블라인드 키스(1995)
- 죽음의 재회(1994)
- 체이서(1994)
- 영원한 친구 래시(1994)
- 아티카(1994)
- 히든 피어(1993)
- 헤드헌터(1993)
- 폴링 다운(1993)
- 트윈 씨스터즈(1992)
- 폭풍의 침묵(1992)
- 사랑의 굴레(1992)
- 권력자 콘(1992)
- 불륜의 방랑아(1990)
- 뮤직 박스(1989)
- 평원의 추적자(1989)
- 캣 헌터(1989)
- 머나먼 대서부(1989)
- 태양의 그림자(영어판)(1988)
- 터커(1988)
- 허클베리 핀의 모험(1985)
- 신의 아들(1984)
- 쿼바디스(1984)
- 사이공: 고양이의 해(1983)
- 밸리 걸(1983)
- 굿바이 마이 다링(1983)
- 해밑(1982)
- 마음의 저편(1982)
- 로즈 (1979)
- 지옥의 묵시록(1979)
- 악마의 자식들(1978)
- 미주리 브레이크(1976)
- 허가받은 살인(1975)
- 컨버세이션(1974)
- 마피아 혈전(1973)

### 텔레비전
- 스트레인저 (1986, The Deliberate Stranger)
- 21 점프 스트리트 (1987)